# Montwiliszki
Montwiliszki (lit. Mantviliškės) − wieś na Litwie, w gminie rejonowej Soleczniki, 9 km na wschód od Koleśników, zamieszkana przez 180 ludzi. Przed II wojną światową w Polsce, w powiecie lidzkim województwa nowogródzkiego.